# Gottfried Reinhold Treviranus
Gottfried Reinhold Treviranus, född 4 februari 1776 i Bremen, död där 16 februari 1837, var en tysk fysiolog; bror till Ludolph Christian Treviranus.
Treviranus blev medicine doktor i Göttingen 1796, bosatte sig i födelsestaden samt utnämndes 1797 till professor i matematik och medicin vid Gymnasium illustre där. Han avslog kallelser från flera universitet och kvarstannade i Bremen till sin död. 
Viktigast bland Treviranus skrifter är de stora verken Biologie oder die Philosophie der lebenden Natur für Naturforscher und Aerzte (sex band, 1802-22) och Die Erscheinungen und Gesetze des organischen Lebens (två band, 1831-33). Det förra är betydelsefullt därför, att författaren där uttalar och bringar utvecklingslärans grundtankar i full klarhet. Han framhåller sålunda, "att i varje varelse ligger möjligheten till en ändlös mångfald av ombildningar ("Gestaltungen"); varje organism har förmåga att anpassa sin organisation till yttervärldens förändringar, och denna genom universums växlingar aktiverade förmåga är det, som höjer urvärldens enkla diploblastica upp till allt högre organisationsplan och som infört en oändlig mångfald i naturen". Han uttalade sig däremot inte om den "drivande kraft" som frambringar dessa omdaningar. Han var den förste, som i mera omfattande grad använde mikroskopet. Slutligen ägnade han sig även åt zootomiska studier, särskilt över molluskerna. Han invaldes som korresponderande ledamot av Vetenskapsakademien i Stockholm 1816.
Auktorsnamnet G.Trevir. kan användas för Gottfried Reinhold Treviranus i samband med ett vetenskapligt namn inom botaniken; se Wikipediaartiklar som länkar till auktorsnamnet.